# Championnats des États-Unis de squash
Les Championnats des États-Unis de squash sont une compétition de squash individuelle organisée par US Squash depuis 1903.

## Histoire
De 1907 à 1990 (1928 à 1994 pour les femmes), les Championnats des États-Unis de squash étaient les Championnats des États-Unis de hardball (balle dure). Lorsque l'organisme national de gouvernance a commencé à reconnaître la balle molle internationale comme le jeu officiel aux États-Unis, le championnat national a également basculé vers la balle molle. Le premier championnat national de softball, également connu sous le nom de S. L. Green, se déroule en 1990 et remporté par Mark Talbott. Le S. L. Green, contrairement au championnat national précédent, est limité aux citoyens américains seulement. Le premier championnat national féminin de balle molle a eu lieu en 1994 et a été remporté par Demer Holleran. Le championnat national de balle dure se poursuivra au-delà de cette date, mais ne sera plus reconnu comme le Championnat national féminin officiel.
Julian Illingworth détient le record de victoires masculines avec 9 titres. Demer Holleran détient le record de victoires féminines avec 9 titres.

## Palmarès[1]

### Hommes
- 2025 :  Timothy Brownell
- 2024 :  Timothy Brownell[2]
- 2023 : Andrew Douglas[3]
- 2022 :  Timothy Brownell
- 2019 :  Todd Harrity
- 2018 :  Chris Hanson
- 2017 :  Chris Hanson[4]
- 2016 :  Todd Harrity
- 2015 :  Todd Harrity
- 2014 :  Julian Illingworth[5]
- 2013 :  Christopher Gordon
- 2012 :  Julian Illingworth
- 2011 :  Julian Illingworth
- 2010 :  Julian Illingworth
- 2009 :  Julian Illingworth
- 2008 :  Julian Illingworth
- 2007 :  Julian Illingworth
- 2006 :  Julian Illingworth
- 2005 :  Julian Illingworth
- 2004 :  Preston Quick
- 2003 :  Preston Quick
- 2002 :  Damian Walker
- 2001 :  Damian Walker
- 2000 :  Alexander Martin Clark, Jr.
- 1999 :  David McNeely
- 1998 :  Alexander Martin Clark, Jr.
- 1997 :  Alexander Martin Clark, Jr.
- 1996 :  Mohsen Mir
- 1995 :  Alexander Martin Clark, Jr.
- 1994 :  Anders Wahlstedt
- 1993 :  Mark Talbott
- 1992 :  Kenton Jernigan
- 1991 :  Mark Talbott
- 1990 :  Mark Talbott[6]
- 1989 :  Rodolfo Rodriguez
- 1988 :  Scott Dulmage
- 1987 :  Frank J. Stanley, IV
- 1986 :  Hugh LaBossier[7]
- 1985 :  Kenton Jernigan
- 1984 :  Kenton Jernigan
- 1983 :  Kenton Jernigan
- 1982 :  John Nimick
- 1981 :  Mark Alger
- 1980 :  Michael Desaulniers
- 1979 :  Mario Sánchez
- 1978 :  Michael Desaulniers
- 1977 :  Tom Page
- 1976 :  Peter Briggs
- 1975 :  Victor Niederhoffer
- 1974 :  Victor Niederhoffer
- 1973 :  Victor Niederhoffer
- 1972 :  Victor Niederhoffer
- 1971 :  Colin Adair
- 1970 :  Anil Nayar
- 1969 :  Anil Nayar
- 1968 :  Colin Adair
- 1967 :  Samuel P. Howe, III
- 1966 :  Victor Niederhoffer
- 1965 :  Stephen T. Vehslage
- 1964 :  Ralph Howe
- 1963 :  Benjamin Heckscher
- 1962 :  Samuel P. Howe, III
- 1961 :  Henri Salaün
- 1960 :  Diehl Mateer
- 1959 :  Benjamin Heckscher
- 1958 :  Henri Salaün
- 1957 :  Henri Salaün
- 1956 :  Diehl Mateer
- 1955 :  Henri Salaün
- 1954 :  Diehl Mateer
- 1953 :  Ernest Howard
- 1952 :  Harry B. Conlon, Jr.
- 1951 :  Edward J. Hahn
- 1950 :  Edward J. Hahn
- 1949 :  H. Hunter Lott, Jr.
- 1948 :  Stanley W. Pearson, Jr.
- 1947 :  Charles Brinton
- 1946 :  Charles Brinton
- 1942 :  Charles Brinton
- 1941 :  Charles Brinton
- 1940 :  A. Willing Patterson
- 1939 :  Donald Strachan
- 1938 :  Germain Glidden
- 1937 :  Germain Glidden
- 1936 :  Germain Glidden
- 1935 :  Donald Strachan
- 1934 :  Neil J. Sullivan, II
- 1933 :  Beekman H. Pool
- 1932 :  Beekman H. Pool
- 1931 :  J. Lawrence Pool
- 1930 :  Herbert N. Rawlins, Jr.
- 1929 :  J. Lawrence Pool
- 1928 :  Herbert N. Rawlins, Jr.
- 1927 :  Myles P. Baker
- 1926 :  W. Palmer Dixon
- 1925 :  W. Palmer Dixon
- 1924 :  Gerald Robarts
- 1923 :  Stanley W. Pearson
- 1922 :  Stanley W. Pearson
- 1921 :  Stanley W. Pearson
- 1920 :  Charles C. Peabody
- 1917 :  Stanley W. Pearson
- 1916 :  Stanley W. Pearson
- 1915 :  Stanley W. Pearson
- 1914 :  Constantine Hutchins
- 1913 :  Morton L. Newhall
- 1912 :  Constantine Hutchins
- 1911 :  Francis S. White
- 1910 :  John A. Miskey
- 1909 :  William L. Freeland
- 1908 :  John A. Miskey
- 1907 :  John A. Miskey

### Femmes
- 2025 :  Olivia Weaver
- 2024 :  Olivia Weaver[2]
- 2023 :  Amanda Sobhy[3]
- 2022 :  Amanda Sobhy
- 2019 :  Olivia Blatchford
- 2018 :  Amanda Sobhy[8]
- 2017 :  Olivia Blatchford
- 2016 :  Amanda Sobhy
- 2015 :  Amanda Sobhy
- 2014 :  Sabrina Sobhy[5]
- 2013 :  Natalie Grainger
- 2012 :  Amanda Sobhy
- 2011 :  Natalie Grainger
- 2010 :  Natalie Grainger
- 2009 :  Natalie Grainger
- 2008 :  Natalie Grainger
- 2007 :  Natalie Grainger
- 2006 :  Latasha Khan
- 2005 :  Latasha Khan
- 2004 :  Latasha Khan
- 2003 :  Latasha Khan
- 2002 :  Latasha Khan
- 2001 :  Shabana Khan
- 2000 :  Latasha Khan
- 1999 :  Demer Holleran
- 1998 :  Latasha Khan
- 1997 :  Demer Holleran
- 1996 :  Demer Holleran
- 1995 :  Ellie Pierce
- 1994 :  Demer Holleran[6]
- 1993 :  Demer Holleran
- 1992 :  Demer Holleran
- 1991 :  Demer Holleran
- 1990 :  Demer Holleran
- 1989 :  Demer Holleran
- 1988 :  Alicia McConnell
- 1987 :  Alicia McConnell
- 1986 :  Alicia McConnell[9]
- 1985 :  Alicia McConnell
- 1984 :  Alicia McConnell
- 1983 :  Alicia McConnell
- 1982 :  Alicia McConnell
- 1981 :  Barbara Maltby
- 1980 :  Barbara Maltby
- 1979 :  Heather McKay
- 1978 :  Gretchen Vosters Spruance
- 1977 :  Gretchen Vosters Spruance
- 1976 :  Gretchen Vosters Spruance
- 1975 :  Ginny Akabane[10]
- 1974 :  Gretchen Vosters Spruance
- 1973 :  Gretchen Vosters Spruance
- 1972 :  Nina Vosters Moyer
- 1971 :  Carol Thesieres
- 1970 :  Nina Vosters Moyer
- 1969 :  Joyce Davenport
- 1968 :  Betty Meade
- 1967 :  Betty Meade
- 1966 :  Betty Meade
- 1965 :  Joyce Davenport
- 1964 :  Ann Wetzel
- 1963 :  Margaret Varner Bloss
- 1962 :  Margaret Varner Bloss
- 1961 :  Margaret Varner Bloss
- 1960 :  Margaret Varner Bloss
- 1959 :  Betty Constable
- 1958 :  Betty Constable
- 1957 :  Betty Constable
- 1956 :  Betty Constable
- 1955 :  Janet Morgan
- 1954 :  Lois Dilks
- 1953 :  Peggy White
- 1952 :  Peggy White
- 1951 :  Jane Austin Stauffer
- 1950 :  Betty Constable
- 1949 :  Janet Morgan
- 1948 :  Cecile Bowes
- 1947 :  Anne Page
- 1941 :  Cecile Bowes
- 1940 :  Cecile Bowes
- 1939 :  Anne Page
- 1938 :  Cecile  Bowes
- 1937 :  Anne Page
- 1936 :  Anne Page
- 1935 :  Margot Lumb
- 1934 :  Margaret Howe
- 1933 :  Susan Noel
- 1932 :  Margaret Howe
- 1931 :  Ruth Banks
- 1930 :  Hazel Wightman
- 1929 :  Margaret Howe
- 1928 :  Eleonora Sears